# 磐梯山
磐梯山（ばんだいさん）是位在日本福島縣北部的成層火山。標高1,816公尺，也稱作會津富士（あいづふじ）、會津磐梯山（あいづばんだいさん）。日本百名山之一。

## 概要
除了主峰磐梯山以外，赤埴山（1,430m）、櫛峰（1,636m）也包含在廣義的「磐梯山」之內。加上磐梯高原被指定為磐梯朝日國立公園。磐梯山南麓稱作表磐梯、北麓稱作裏磐梯。1888年7月15日发生了一次大喷发，造成461〜477人死亡。

## 外部連結
- 磐梯山 （页面存档备份，存于） - 気象庁（日語）